# Vladimir Oeroetsjev
Vladimir Andrejev Oeroetsjev (Bulgaars: Владимир Андреев Уручев) (Bo-oekovo (Oblast Smoljan), 1 oktober 1954) is een Bulgaars politicus en lid van het Europees Parlement voor de partij 'Burgers voor Europese Ontwikkeling van Bulgarije'.
Na de school voor elektrotechniek in Bulgarije heeft Oeroetsjev aan het Moskou Power Engineering Institute een mastergraad in nucleaire technologie behaald. Na zijn studie is hij gaan werken bij de kerncentrale Kozlody, hier heeft hij verschillende functies bekleed. Ook heeft hij tijdens zijn werk daar verschillende kerncentrales onderzocht en advies uitgebracht aan onder andere het Internationaal Atoomenergieagentschap. Vanaf 6 juni 2007 is Oeroetsjev lid van het Europees Parlement, tijdens de verkiezingen van 2009 wist hij zijn zetel te behouden. Hij spreekt naast Bulgaars ook Engels en Russisch.

## Europees Parlement
Oeroetsjev behoort in het parlement tot de fractie van de Europese Volkspartij.
Hij is betrokken bij de volgende commissies en delegaties:
- Lid van de 'Delegatie in de parlementaire samenwerkingscommissie EU-Rusland'
- Lid van de 'Commissie industrie, onderzoek en energie'
- Plaatsvervanger in de 'Commissie landbouw en plattelandsontwikkeling'
- Plaatsvervanger in de 'Delegatie in het Parlementair Stabilisatie- en Associatiecomité EU-Albanië'